# Беренго Гардин, Джанни
Джанни Беренго Гардин (итал. Gianni Berengo Gardin; 10 октября 1930, Санта-Маргерита-Лигуре — 6 августа 2025) — итальянский фотограф-документалист.

## Биография и творчество
Джанни Беренго Гардин начал заниматься фотографией в 1954 году. Первоначально работал фотожурналистом, после 1965 года — на журнал Il Mondo, издаваемый Марио Паннунцио. Сотрудничал также с крупнейшими итальянскими и международными изданиями, такими как Domus, Epoca, Le Figaro, L'Espresso, Time, Stern. Его чёрно-белые фотографии повседневной жизни, пейзажи и фотографии архитектурных сооружений принесли ему международное признание, а также стали залогом его коммерческого успеха. Беренго Гардин является автором большого количества рекламных снимков. В частности, он работал по заказу Procter & Gamble и Olivetti.
Выставки работ Беренго Гардина проходили в наиболее престижных залах мира, в частности, в Музее современного искусства в Нью-Йорке, Доме Джорджа Истмена в Рочестере, Национальной Библиотеке Франции и других. В 1991 году большая ретроспективная выставка его работ прошла в Музее де Л’Элизе в Лозанне, а в 1994 году его работы были включены в выставку итальянского искусства в музее Соломона Гуггенхайма в Нью-Йорке.
Джанни Беренго Гардин опубликовал 210 альбомов фотографии. В 1990 году вышла большая антология его фотографий под названием «Gianni Berengo Gardin Fotografo».
В 2008 году Беренго Гардину была присуждена Премия Люси «как посвятившему всю свою жизнь фотографическому искусству», а в 2009 году он стал почётным доктором Миланского университета.
Умер 6 августа 2025 года в возрасте 94 лет.

## Награды
- 2008 — Премия Люси «как посвятившему всю свою жизнь фотографическому искусству».